# Tarta Lipizzaner

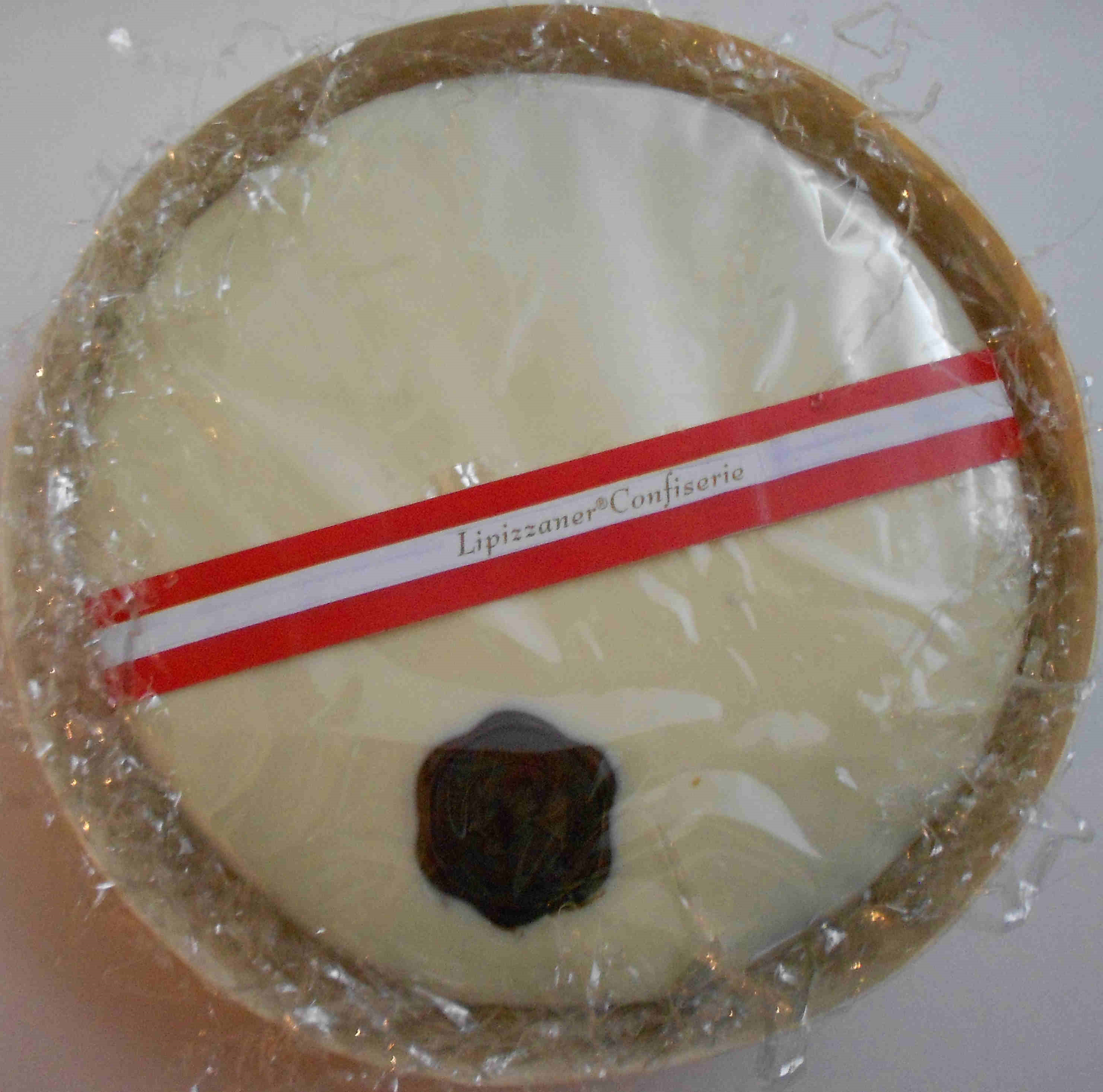
Lipizzaner Torte

El Tarta Lipizzaner es un pastel de chocolate austriaco de Viena.

## Derechos de marca
La marca LIPIZZANER se registró por primera vez el 9 de noviembre de 1954 en la Oficina de Patentes de Austria con la enm. AM 1849/1954, número de registro. 31385 (marca denominativa LIPIZZANER) registrada para la sociedad limitada Küfferle.

## Producción
Con la adquisición de los derechos de marca LIPIZZANER por parte de la empresa familiar Lecon GmbH, además de otros productos alimenticios y no alimenticios de Lipizzaner, el producto LIPIZZANERTORTE fue creado como parte de los derechos de marca registrados, que es producido por Lecon Produkte Vertriebs GmbH y vendido internacionalmente.

## Receta y manifestación
En favor de la frescura duradera, se ha utilizado una receta sin gluten certificada sin harina para este pastel de chocolate desde 1999, en lugar de almendras ralladas, cubiertas de albaricoque con mermelada de albaricoque. La receta desarrollada alrededor de 1850 se remonta a Theresia Hauer, pastelera en Josefstadt de Viena y antepasado de la familia de propietarios Lehner de los derechos de marca LIPIZZANER. La TORTA ORIGINAL DE LIPIZADOR tiene preferiblemente un glaseado de chocolate blanco.